# Qijiaping (köpinghuvudort i Kina, Hunan Sheng, lat 28,88, long 110,85)
Qijiaping är en köpinghuvudort i Kina. Den ligger i provinsen Hunan, i den södra delen av landet, omkring 220 kilometer väster om provinshuvudstaden Changsha. Antalet invånare är 37 696. Befolkningen består av 18 477 kvinnor och 19 219 män. Barn under 15 år utgör 17,0 %, vuxna 15-64 år 69 %, och äldre över 65 år 13,0 %.
Runt Qijiaping är det ganska tätbefolkat, med 100 invånare per kvadratkilometer. Qijiaping är det största samhället i trakten. I omgivningarna runt Qijiaping växer i huvudsak blandskog.
Genomsnittlig årsnederbörd är 1 952 millimeter. Den regnigaste månaden är maj, med i genomsnitt 364 mm nederbörd, och den torraste är december, med 36 mm nederbörd.